# Bjørnar Moxnes
Bjørnar Moxnes (ur. 19 grudnia 1981 w Oslo) – norweski polityk, lider lewicowej partii Rødt, poseł do Stortingu.

## Życiorys
Ukończył socjologię na Uniwersytecie w Oslo. W latach 2004–2006 pełnił funkcję przewodniczącego lewicowej młodzieżówki Rød Ungdom. Związał się z powstałym w 2007 komunistycznym ugrupowaniem Rødt. W latach 2010–2012 był wiceprzewodniczącym partii, a w 2012 stanął na jej czele. W latach 2011–2019 był członkiem rady miejskiej w Oslo. W wyborach w 2017 uzyskał mandat deputowanego do Stortingu jako jedyny przedstawiciel swojej formacji. W 2021 z powodzeniem ubiegał się o reelekcję, a kierowana przez niego partia zwiększyła swoją reprezentację poselską do 8 osób. W 2023 ustąpił z funkcji lidera partii po tym, jak ujawniono, że polityk na lotnisku w Oslo ukradł parę okularów przeciwsłonecznych.